# Omocestus znojkoi
Omocestus znojkoi är en insektsart som beskrevs av Leo L. Mishchenko 1951. Omocestus znojkoi ingår i släktet Omocestus och familjen gräshoppor. Inga underarter finns listade i Catalogue of Life.